# 抗日戦争第7戦区
抗日戦争第7戦区は日中戦争の対日本軍作戦の戦争状況に応じ中華民国国民政府が中国国内を分画した抗日戦争戦区の一つ。第7戦区は前後二度にわたり設置された。

## 1937年から1938年
第1次は日中戦争初期の1937年10月下旬、第2次上海事変で中国軍が敗退した。首都南京防衛のため、国民政府軍事委員会が元は第3戦区に属していた江蘇省南部（蘇南）、浙江省北部及び安徽省南部（皖南）の東部を分画し第7戦区を設立し、劉湘を司令長官、陳誠を副司令とした。この部隊は南京攻略戦（中国側では「南京保衛戦」）で周囲の作戦を行なった。1938年初めには第7戦区は廃止された。
所轄部隊
- 第8集団軍　司令　張発奎
  - 第7軍団　司令　廖磊
- 第15集団軍　司令　陳誠
  - 第16軍団　司令　羅卓英
  - 第33軍団　司令　劉建緒
- 第33集団軍　司令　劉湘
  - 第24軍団　司令　唐式遵
  - 第25軍団　司令　潘文華

## 1944年から1945年
第2次は日中戦争末期1944年前後、第7戦区の所轄範囲は広東省で、1945年9月13日改定の受降計画中で広東地区（香港を含む）の日本軍の降伏と武装解除のために設置された戦区の一つ。

### 1944年
- 司令長官　余漢謀
- 作戦区域　広東省
  - 第12集団軍　余漢謀
  - 直属及び特種部隊

### 1945年（受降区）
第7戦区　広東省（香港を含む）　　日本軍捕虜集結地　香港